# Бугуй
Бугу́й (рос. Бугуй) — присілок у складі Сафакулевського округу Курганської області, Росія.
Населення — 144 особи (2010, 212 у 2002).
Національний склад станом на 2002 рік:
- башкири — 59 %
- росіяни — 32 %